# 酒鬼酒
酒鬼酒是湖南吉首出产的一种兼香型白酒，又可进一步细分为馥郁香型。酒鬼酒源于1956年成立的吉首酒厂，其1977年开发出的湘泉酒为中国驰名商标，但酒鬼酒品牌本身则迟至1985年方才创立，后获中国地理标志产品称号，并为湖南省级非物质文化遗产。酒鬼酒曾于2012年底卷入塑化剂风波，导致停产整改后才复产；但2019末年又与其供销商卷入甜蜜素争端，再次陷入食品安全风波。现有产品包括低端品牌湘泉酒、中端品牌酒鬼酒、和高端品牌内参系列。酒鬼酒的全套包装由画家黃永玉设计。

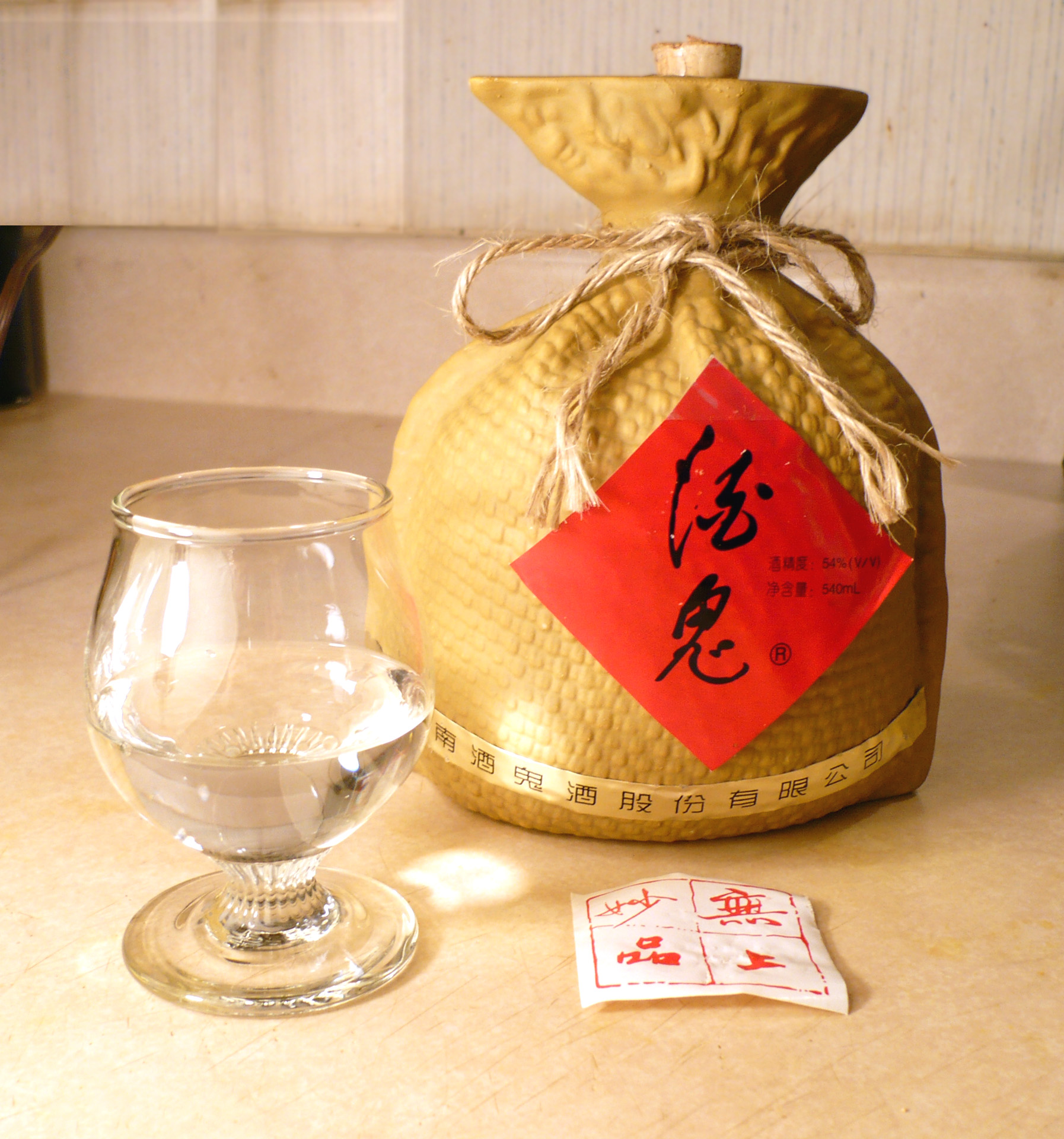
中端品牌酒鬼酒